# دیسام بن نصر
دیسام بن نصر (عربی: ديسم بن نصر؛ زادهٔ ۳۱ مارس ۱۹۹۸) بازیکن فوتبال اهل فرانسه است.